# Serjania tailloniana
Serjania tailloniana är en kinesträdsväxtart som beskrevs av Standley & L. O. Williams. Serjania tailloniana ingår i släktet Serjania och familjen kinesträdsväxter. Inga underarter finns listade i Catalogue of Life.